# 小川瞳 PIANO LIVE
小川瞳 PIANO LIVE（おがわひとみピアノライブ）は、2013年9月11日に発売されたソロCDアルバム。

## 解説
2013年、東京文化会館でリサイタルを行うことを記念して制作された小川瞳初のソロCD。
全てライブ録音という臨場感にあふれた演奏を収録。

## 収録曲
1. 喜びの島(ドビュッシー)
2. リゴレット・パラフレーズ(リスト)
3. 巡礼の年第二年補遺「ヴェネツィアとナポリ」(リスト)
4. バラード第二番(ショパン)
5. パピヨン(シューマン)

出典　小川瞳 PIANO LIVE　ＣＤジャケットから